# Kościół Wniebowzięcia Najświętszej Maryi Panny w Gołczy
Kościół Wniebowzięcia Najświętszej Maryi Panny w Gołczy – rzymskokatolicki kościół parafialny we wsi Gołcza, w województwie małopolskim, w powiecie miechowskim, w gminie Gołcza.

## Historia
Wybudowany w latach 1946–1952 kościół murowany, konsekrowany 29 maja 1983 roku przez bpa Stanisława Szymeckiego. Wystój wnętrza kościoła pochodzi w zdecydowanej większości z 1974 roku, autorstwa krakowskich artystów z rodziny Mitków. Obiekt wybudowano w czasie posługi proboszcza ks. Józefa Pluta.
Obok kościoła znajduje się wolnostojąca murowana dzwonnica.

## Inne
W okolicy Kościoła znajdują się dwa cmentarze. Stary, z początku XIX w., jest cmentarzem małym, na którym pochówki odbywają się okazjonalnie, oraz nowy o powierzchni dwóch hektarów.